# Briscoe County

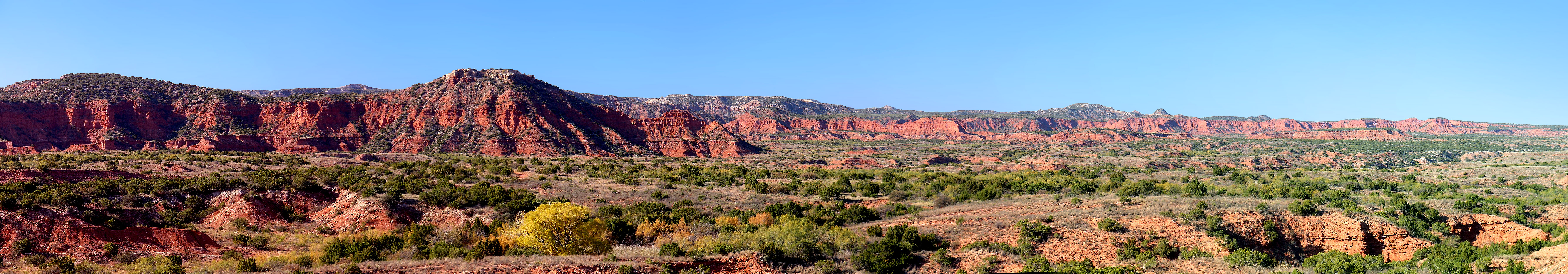
Caprock Canyons State Park und Trailway

Das Briscoe County ist ein County im Bundesstaat Texas der Vereinigten Staaten. Das U.S. Census Bureau hat bei der Volkszählung 2020 eine Einwohnerzahl von 1.435 ermittelt. Der Sitz der Countyverwaltung (County Seat) befindet sich in Silverton.

## Geographie
Das County liegt im Texas Panhandle, im Nordwesten von Texas und hat eine Fläche von 2335 Quadratkilometern, wovon 3 Quadratkilometer Wasserfläche sind. Es grenzt im Uhrzeigersinn an folgende Countys: Armstrong County, Donley County, Hall County, Motley County, Floyd County und Swisher County.

## Geschichte
Archäologische Funde von Befestigungen und Kanälen zur künstlichen Bewässerung verweisen auf eine relativ fortgeschrittene Kulturstufe der Bevölkerung in präkolumbianischer Zeit. Im 17. Jahrhundert wurde das Gebiet des späteren County von Apachen besiedelt, die um 1700 von den Comanchen vertrieben wurden.
Erste spanische Handelsexpeditionen kamen Ende der 1780er Jahre in das Gebiet, es gab aber keine festen Handelsstützpunkte. Erste US-amerikanische Erforschungen der Region begannen Anfang der 1840er Jahre. Zwar hatte es 1865 bis 1867 kurzfristig einen von José Piedad Tafoya betriebenen Handelsposten gegeben, aber das Gebiet wurde erst besiedelt, nachdem 1872 und vor allem im Red-River-Krieg 1874 die Comanchen aus dem Gebiet vertrieben worden waren. Briscoe County wurde am 21. August 1876 aus Teilen des Bexar County gebildet und die Verwaltungsorganisation am 11. Januar 1892 abgeschlossen. Benannt wurde es nach Andrew Briscoe, einem Soldaten während der texanischen Revolution und Richter in Harrisburg (Texas).
1878 wurde in dem County eine erste Ranch gegründet. Besonderen Einfluss auf die weitere ökonomische Entwicklung des Gebietes hatte die Ranch von Charles Goodnight, die ab 1887 betrieben wurde. Ab 1890 ließen sich auch Farmer und Kleinrancher in der Region nieder. 1890 entstand um die Poststation in Quitaque eine kleine Ansiedlung. Im folgenden Jahr wurde von Thomas J. Braidfoot der Ort Silverton gegründet. Im Frühjahr 1892 bekam das County eine Selbstverwaltung, und Silverton wurde als Sitz der Countyverwaltung gewählt.

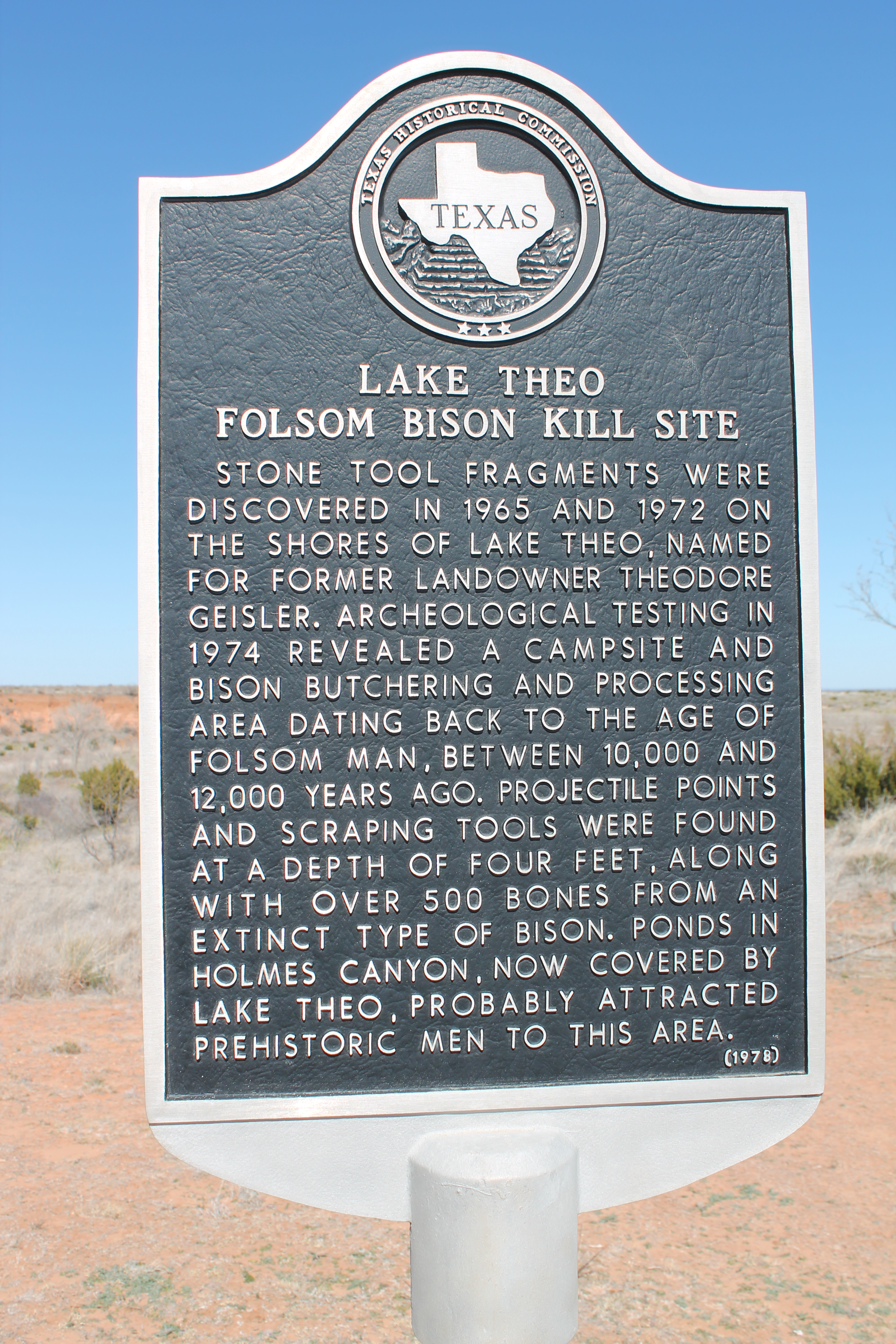
Informationstafel am Lake Theo Folsom Site Complex

Zwei Stätten des Countys sind im National Register of Historic Places (NRHP) eingetragen (Stand 2. Oktober 2018), der Lake Theo Folsom Site Complex und die Mayfield Dugout.

## Demografische Daten

Alterspyramide des Briscoe Countys (Stand: 2000)

Nach der Volkszählung im Jahr 2000 lebten im Briscoe County 1.790 Menschen in 724 Haushalten und 511 Familien. Die Bevölkerungsdichte betrug 1 Einwohner pro Quadratkilometer. Ethnisch betrachtet setzte sich die Bevölkerung zusammen aus 83,35 Prozent Weißen, 2,29 Prozent Afroamerikanern, 0,39 Prozent amerikanischen Ureinwohnern, 0,06 Prozent Asiaten und 11,45 Prozent aus anderen ethnischen Gruppen; 2,46 Prozent stammten von zwei oder mehr Ethnien ab. 22,74 Prozent der Einwohner waren spanischer oder lateinamerikanischer Abstammung.
Von den 724 Haushalten hatten 29,3 Prozent Kinder oder Jugendliche, die mit ihnen zusammen lebten. 59,3 Prozent waren verheiratete, zusammenlebende Paare 7,6 Prozent waren allein erziehende Mütter und 29,4 Prozent waren keine Familien. 27,9 Prozent waren Singlehaushalte und in 16,0 Prozent lebten Menschen im Alter von 65 Jahren oder darüber. Die durchschnittliche Haushaltsgröße betrug 2,47 und die durchschnittliche Familiengröße betrug 3,03 Personen.
27,1 Prozent der Bevölkerung war unter 18 Jahre alt, 6,8 Prozent zwischen 18 und 24, 22,0 Prozent zwischen 25 und 44, 24,8 Prozent zwischen 45 und 64 und 19,3 Prozent waren 65 Jahre alt oder älter. Das Medianalter betrug 40 Jahre. Auf 100 weibliche Personen kamen 95 männliche Personen und auf 100 Frauen im Alter von 18 Jahren oder darüber kamen 92,8 Männer.

Das jährliche Durchschnittseinkommen eines Haushalts betrug 29.917 USD, das Durchschnittseinkommen einer Familie betrug 35.326 USD. Männer hatten ein Durchschnittseinkommen von 25.854 USD, Frauen 17.500 USD. Das Prokopfeinkommen betrug 14.218 USD. 11,5 Prozent der Familien und 16,0 Prozent der Einwohner lebten unterhalb der Armutsgrenze.

## Städte und Gemeinden
- Quitaque
- Silverton